# 蛎瀬神楽
蛎瀬神楽（かきせかぐら）は、大分県中津市蛎瀬の八坂神社に伝わる神楽である。

## 概要
2016年に「豊前神楽」の名称で国の重要無形民俗文化財に指定された神楽の一つ。中津市蛎瀬の八坂神社に伝わる豊前系の岩戸神楽で、豊前岩戸神楽蛎瀬神盛会が保護団体となっており、33番の演目を伝承している。
神楽の演目としては里神楽に分類され、内容的には伊勢流、出雲流の動作も見受けられるが駈仙（ミサキ）神楽、求菩提山の修験道の技を取り入れたものを中心としている豊前系の神楽である。
八幡古表神社（福岡県吉富町）の先祖である熊谷房重が口伝により息子房義に書かせた豊前岩戸神楽の文献によると求菩提山にまつわる「松会」の指導者であり信奉者でもあった。求菩提山に地理的にも近い豊前一帯は、山伏の修験道の中心でもありその傘下にあった八幡古表神社宮司熊谷房重が「松会」を取り入れた神楽の手法（三十三座と火伏せの業）現在の湯立て神楽を当時の神楽方、横松芳太郎らに伝授し現在に至る。
通常の神社奉納の際には式神楽と呼ばれる壱番神楽、花神楽、手房神楽、駈仙神楽、弓正護、地割神楽、岩戸神楽は必ず舞う規則となっており式神楽の地割神楽終了より氏子が奉納するあげ神楽の奉納が可能となる。このあげ神楽と呼ばれるものは、氏子個人が奉納料を添えて神楽の舞を通じ神に厄払い、諸々の祈願等を願う意味合いを持つ。

## 三十三神楽
1. 大祓清祓（おおばらいきよみばらい）
湯庭及び神楽社中の清祓い
2. 壱番神楽（いちばんかぐら）
大神の御前にて始めより終わりまで執行する神楽
3. 手房神楽（たぶさかぐら）
笹二本を持ち十二干支を唱えながら舞う神楽。俗に笹神楽とも呼ぶ
4. 花神楽（はなかぐら）
皇産霊神より霊を花のごとく打ち散らし、村の産土神に渡す神楽
5. 二人手房（ににんたぶさ）
幣と扇の舞、十二のかけ歌を唱えながら無病息災を祈願する
6. 駈仙神楽（みさきかぐら）
大神ノ命を受け御先をつとめる猿田彦（サルタヒコ）、天鈿女（アメノウズメ）の舞
7. 一人剱（いちにんつるぎ）
幣、扇、襷、太刀2本を持ちて舞う
8. 地割神楽（じわりかぐら）
風、火、金、水、土の五柱の神にその土地を納める神楽
9. 神宣神楽（しんせんかぐら）
幣、鈴を持って舞う。大神の命を司る
10. 弓証護（ゆみしょうご）
天の五行の神に五穀豊穣を祈願する
11. 乱駈仙（みだれみさき）
常に駈仙を合併し舞う。鬼（猿田彦）二人、幣方（天鈿女）二人
12. 山人舞（さんじんまい）
お盆に米を入れて左右に持ち舞う。五穀豊穣を感謝する舞。俗に米神楽とも呼ぶ
13. 三神舞（さんじんまい）
山、海、田の神が大神にささげる舞。餅を持って舞うことから餅神楽とも呼ぶ
14. 綱駈仙（つなみさき）
大蛇を鬼神が退治する神楽
15. 二人剱（ににんつるぎ）
五つの神に祈りつつ悪気を切り払う。襷、太刀を持ち二人で舞う
16. 四人剱（よにんつるぎ）
二人剱と同様の意味合いを持ち、4人で舞う
17. 大蛇退治（おろちたいじ）
須左之男命スサノオノミコトが八岐大蛇ヤマタノオロチを退治する舞
18. 神迎（かみむかえ）
伊邪那岐イザナギ、伊邪那美イザナミの二柱の神を猿田彦が迎える舞
19. 神髄神楽（かんずいかぐら）
三人太刀を着用して十二干支を唱え湯庭の邪気を切り払い、火の神に鎮火をお願いする神楽
20. 湯の駈仙（ゆのみさき）
鬼、幣方共湯釜の邪気を払う神楽
21. 湯棒（ゆぼう）
八百万の神にささげ奉る
22. 湯行事（ゆぎょうじ）
湯坪の清祓、水の初穂、真先の火渡り
23. 裁量者（さいりょうしゃ）
湯庭の火番
24. 祝詞（のりと）
清祓及び祝詞を読む
25. 思兼の命（オモイカネのみこと）
岩戸の前で神々の舞を司る
26. 四方鬼（しほうおに）
東方、南方、西方、北方の悪鬼
27. 鬼神退治（きしんたいじ）
刀をさばき悪鬼を切り奉納する
28. 太玉命（フトダマのみこと）
香具山の真榊を持ち神楽を奉す
29. 玉祖命（タマノオヤのみこと）
鈴と扇にて神楽を奉す
30. 石凝姥命（イシコリドメのみこと）
鏡を持ち岩戸前にて捧げ置き奉す
31. 長白羽命（ナガシラハのみこと）長白羽神
弓、矢の舞を岩戸前にて奉す
32. 天鈿女命（アメノウズメのみこと）
右手に鈴、左手に扇を持ち岩戸前にて面白く舞う
33. 手力男命（タヂカラオのみこと）
大力の神で天の岩戸を開く

## 番外神楽
三人剱（さんにんつるぎ）
みかん神楽（みかんかぐら）
五穀成就（ごこくじょうじゅ）
献米神楽（けんまいかぐら）
幣神楽（へいかぐら）